# Rana tsushimensis
Rana tsushimensis är en groddjursart som beskrevs av Leonhard Hess Stejneger 1907. Rana tsushimensis ingår i släktet Rana och familjen egentliga grodor. IUCN kategoriserar arten globalt som livskraftig. Inga underarter finns listade i Catalogue of Life.